# سرتیل
سرتیل (به لاتین: Sertil) یک منطقهٔ مسکونی در روسیه است که در داغستان واقع شده‌است.